# Barrett Strong

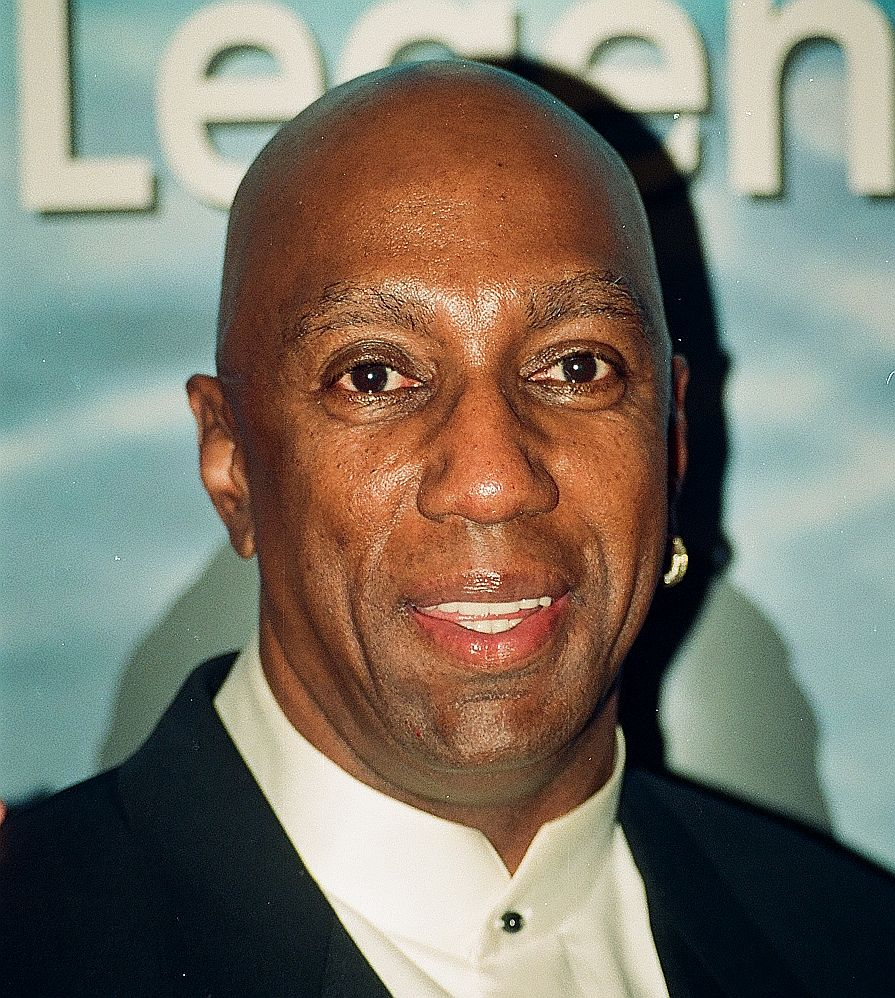
Barrett Strong (1996)

Barrett Strong (* 5. Februar 1941 in West Point, Mississippi; † 29. Januar 2023 in Detroit, Michigan) war ein US-amerikanischer Songwriter und Sänger.

## Anfänge als Sänger
Am 12. Januar 1959 hatte Berry Gordy Jr. das unabhängige Plattenlabel Tamla Records gegründet und war auf der Suche nach Talenten. Er fand zunächst Marv Johnson, der auch die erste Single im Tamla-Katalog herausbrachte. Der 18-jährige Barrett Strong spielte Klavier und konnte durchschnittlich singen. Er wurde von Jackie Wilson dem Labelgründer Berry Gordy vorgestellt, der für Wilson ab 1957 einige Hits komponiert hatte. Barrett Strongs erste Single für das neue Tamla-Records-Label war im April 1959 Let’s Rock / Do the Very Best You Can (Tamla 54022), die vierte Single im Label-Katalog.
Im August 1959 improvisierte Berry Gordy im in der Garage neu errichteten Heim-Tonstudio von „Hitsville, U.S.A“ gerade am Klavier, als er die zuhörenden Barrett Strong und Janie Bradford aufforderte: „Los, denkt an etwas, das jeder braucht!“ – „Geld!“ antwortete Bradford. Spontan entstand ein Text, und Barrett Strong, der besser Klavier spielte als Gordy, setzte sich ans Klavier. Es handelte sich um den Titel Money (That’s What I Want), gesungen von Barrett Strong, veröffentlicht am 10. August 1959. Mit einem 2. Platz in den R&B-Charts war er der bisher erfolgreichste – übrigens vom Firmen-Chef Berry Gordy Jr. zusammen mit Janie Bradford geschriebene – Hit. Gordys Bedenken gegen die Veröffentlichung inmitten des Payola-Skandals wurden durch den Erfolg widerlegt. Der gute Plattenverkauf brachte ausreichend Kapital zur Vergrößerung der aufstrebenden Tamla-Motown-Labels.
Strong brachte bei Tamla noch vier weitere, allerdings erfolglos gebliebene Singles heraus, und zwar You Know What to Do / Yes, No, Maybe So (Mai 1960; 54029), I’m Gonna Cry / Whirl Wind (31. August 1960), You Got What It Takes / Money and Me (8. Februar 1961; 54035) und Misery / Two Wrongs Don’t Make a Right (3. Juni 1961; 54043) und hatte damit sechs Singles bei Tamla besungen.

## Karriere als Komponist
Erster Erfolg als Komponist (zusammen mit William Stevenson) war für Strong im Januar 1962 für den Noch-Sänger Eddie Holland (später Teil des Autoren-Produzenten-Teams Holland–Dozier–Holland) der Top-30-Song Jamie. Es dauerte jedoch bis 1966, bevor Strong – der meist die Texte schrieb – mit Norman Whitfield die erste gemeinsame Komposition erarbeitete. Es entstand I Heard It Through the Grapevine zunächst für The Miracles im Juni 1966, das zunächst nicht veröffentlicht wurde. Im Juni 1967 wurde es von Gladys Knight & the Pips aufgegriffen (US-Pop Nr. 2), bevor der Song durch Marvin Gaye (Oktober 1968) sogar zur Nr. 1 der Popcharts wurde. Diese Version war für 20 Monate die umsatzstärkste Single des Motown-Konzerns. Inzwischen konnten The Temptations mit dem romantischen I Wish It Would Rain vom Dezember 1967, versetzt mit echten Regen- und Donnergeräuschen, einen 4. Rang in der Pophitparade erreichen. Strong und Whitfield benutzten die Temptations fortan als Vehikel für ihre experimentellen, vom sog. „Motown-Sound“ stark abweichenden Konzepte. Erstes Beispiel war das drogenverherrlichende Cloud Nine über die Schwierigkeiten armer Leute, veröffentlicht am 25. Oktober 1968. Verzerrte Wah-Wah-Gitarren, ganz im Stil von Sly & the Family Stone, unterlegt mit einem schnellen Beat, sorgten für die psychedelische Atmosphäre.
Der neue Sound kam an, denn der Song kletterte bis Platz 6 der Popcharts. Der Hit wurde Vorbild für weitere, ähnlich konzipierte Songs über entlaufene Kinder (Runaway Child Running Wild, Januar 1969), Nachbarnstreit (Don’t Let the Joneses Get You Down, Mai 1969) oder die Welt als Ball der Verirrungen mit einer Aufzählung aktueller politischer Probleme (Ball of Confusion, Mai 1970). Die Zeit der beziehungs- und liebesorientierten Texte bei Motown war spätestens mit dem Anti-Kriegs-Epos War für Edwin Starr (Juli 1970, US-1 Pop) beendet. Die Sozialkritik, unterlegt mit orchestralen und zugleich überlangen Soundmischungen, erreichte mit Papa Was a Rollin’ Stone ihren Höhepunkt. Für diese, am 6. September 1972 veröffentlichte und an Nr. 1 notierte Soundcollage über einen Umhertreiber erhielt Strong 1973 einen Grammy für den besten R&B-Song. Insgesamt war Strong als Texter an 21 großen Hits beteiligt.
Als Motown im Juni 1972 nach Los Angeles umzog, verließ Barrett Strong den Konzern und wechselte zu Capitol Records, um sich wieder seiner Gesangskarriere zu widmen. Dort veröffentlichte er die zwei Alben Stronghold (1975) und Live & Love (1976), die jedoch nicht erfolgreich waren. Danach zog er sich beruflich zurück und arbeitete gelegentlich als Songwriter für Fernsehserien.
Im Jahr 2010 wurde das Video des Songs Misery veröffentlicht, co-produziert von Eliza Neals und Martin „Tino“ Gross – das erste Musikvideo in seiner fünfzigjährigen Karriere.
Strong starb am 29. Januar 2023 im Alter von 81 Jahren in Detroit.

## Ehrungen
Für seine Verdienste wurde Barrett Strong im Jahre 2004 in die Songwriters Hall of Fame aufgenommen.
Im Jahr 2015 listete der Rolling Stone Strong und Whitfield auf Rang 46 der 100 größten Songwriter aller Zeiten.

## Diskografie

### Alben
| Jahr | Titel Musiklabel Katalog-Nr. | Höchstplatzierung, Gesamtwochen, AuszeichnungChartplatzierungen (Jahr, Titel, Musiklabel Katalog-Nr., Platzierungen, Wochen, Auszeichnungen, Anmerkungen) | Höchstplatzierung, Gesamtwochen, AuszeichnungChartplatzierungen (Jahr, Titel, Musiklabel Katalog-Nr., Platzierungen, Wochen, Auszeichnungen, Anmerkungen) | Anmerkungen                                              |
| Jahr | Titel Musiklabel Katalog-Nr. | US | R&B | Anmerkungen                                              |
| ---- | ---------------------------- | --- | --- | -------------------------------------------------------- |
| 1975 | Stronghold Capitol 11376     | — | R&B47 (6 Wo.)R&B | Erstveröffentlichung: Mai 1975 Produzent: Barrett Strong |

Weitere Alben
- 1976: Live & Love (Capitol 11490)
- 1987: Love Is You (Cherie 2007)
- 2000: Stronghold 2 (Blarritt 1310)
- 2015: Rarer Stamps 01 (Splitalbum mit Gino Parks; Outta Sight 003)

### Kompilationen
- 2003: 20th Century Masters: The Millennium Collection: The Best of Barrett Strong (Motown)
- 2004: The Complete Motown Collection (Spectrum 980777-3)
- 2016: Money: The Very Best of Barrett Strong (Not Now Music 224)

### Singles
| Jahr | Titel Album                           | Höchstplatzierung, Gesamtwochen, AuszeichnungChartplatzierungen (Jahr, Titel, Album, Platzierungen, Wochen, Auszeichnungen, Anmerkungen) | Höchstplatzierung, Gesamtwochen, AuszeichnungChartplatzierungen (Jahr, Titel, Album, Platzierungen, Wochen, Auszeichnungen, Anmerkungen) | Höchstplatzierung, Gesamtwochen, AuszeichnungChartplatzierungen (Jahr, Titel, Album, Platzierungen, Wochen, Auszeichnungen, Anmerkungen) | Anmerkungen |
| Jahr | Titel Album                           | UK | US | R&B | Anmerkungen |
| ---- | ------------------------------------- | --- | --- | --- | --- |
| 1960 | Money (That’s What I Want) –          | UK— SilberUK | US23 (17 Wo.)US | R&B2 (21 Wo.)R&B | Erstveröffentlichung: 10. August 1959 Rock & Roll Hall of Fame Platz 294 der Rolling Stone 500 (Liste 2010) Autoren: Berry Gordy, Janie Bradford |
| 1973 | Stand Up and Cheer for the Preacher – | — | — | R&B78 (6 Wo.)R&B | Erstveröffentlichung: 5. Juli 1973 Autor: Barrett Strong                                                                                         |
| 1975 | Is It True Stronghold                 | — | — | R&B41 (11 Wo.)R&B | Erstveröffentlichung: April 1975 Autor: Barrett Strong                                                                                           |

Weitere Singles
- 1959: Let’s Rock
- 1960: Yes No, Maybe So
- 1960: I’m Gonna Cry (If You Quit Me)
- 1961: Money and Me
- 1961: Misery
- 1962: Seven Sins
- 1964: Make Up Your Mind
- 1975: Surrender
- 1976: Man Up in the Sky
- 1980: Love Is You
- 1981: Rock It Easy